# 短海花介
短海花介（学名：Pontocythere brevicula）为荊花介科海花介屬下的一个种。